# Gemelli DiVersi (album)
Gemelli DiVersi è il primo album dell'omonimo gruppo, pubblicato il 28 agosto 1998.
Il primo singolo della band è Un attimo ancora, cover della famosa canzone dei Pooh Dammi solo un minuto, che si avvale della voce di Jenny B.

## Tracce
1. Funky lobby
2. La mia gente
3. Un attimo ancora (feat. Jenny B)
4. Evoluzione
5. Sopra & sotto
6. Nove tecniche e 1/2 (feat. Spaghetti Funk)
7. Oggi come ieri (Remix)
8. Schizzati
9. Tunaizdanaiz (feat. Jenny B)
10. Sarà il cemento
11. Ciò che poteva essere
12. Signorita
13. Invidia
14. Mentre dorme la città
15. Una così
16. ...Ed è solo l'inizio

## Formazione
Gruppo
- Strano – voce
- Thema – rapping
- Grido – rapping
- THG – giradischi

Altri musicisti
- Paolo Brera - chitarra acustica (tracce 11, 12)
- Giacomo Godi - pianoforte (traccia 10)

## Classifica
| Paese         | Posizione massima |
| ------------- | ----------------- |
| Italia (FIMI) | 12                |